# ASK Erlaa
Der Amateur-Sport-Klub Erlaa ist ein österreichischer Fußballverein aus dem 23. Gemeindebezirk Liesing der Bundeshauptstadt Wien. Die Frauenmannschaft spielt in der aktuellen Saison 2017/18 unter dem ASK Erlaa in der zweithöchsten Frauen Liga in Österreich.

## Geschichte des Gesamtvereins

### Von der Gründung bis zum Landesmeistertitel 1931
Der Verein wurde im Jahr 1923 in der damals noch eigenständigen niederösterreichischen Gemeinde Erlaa gegründet. Als Gründungsväter sind heute noch die Herren Fritz und Franz Hirsch, Julius Wagner, Franz Fitzinger, Emmerich Janzarzik, Franz Zopp und Rudolf Jockl bekannt. Die Vereinsfarben wurden bei der Gründungsversammlung mit Violett und Weiß festgelegt. Der erste Fußballplatz des ASK Erlaa wurde zwischen dem Erlaaer Friedhof und dem damaligen Gasthof Mathias Geyer, das auch als erstes Vereinsheim diente, angelegt. Nach einigen Jahren in den unteren Spielklassen folgte der Aufstieg in die damalige Niederösterreichische Landesklasse. Mit dem Meisterschaftsgewinn 1930/31 kürte sich der ASK Erlaa zum niederösterreichischen Landesmeister und erreichte damit den bis heute größten Vereinserfolg durch die Herrenmannschaft.

### Von der Wiedergründung 1945 bis heute
Während des Zweiten Weltkriegs musste der Spielbetrieb eingestellt werden. Die Wiedergründung im Jahr 1945 erfolgte durch die Herren Franz Hergenitz, Emil Vas, Josef Weiß, Franz Reischl, Gottlieb Huscha, Rudolf Eider, Franz Weiland, Franz Kolbek, Hans Holzgruber sowie den Brüdern Stirba. Kurz darauf gelang es dem Verein, der trotz der mittlerweile vollzogenen Eingemeindung des Ortes in die Bundeshauptstadt Wien weiterhin dem Niederösterreichischen Fußballverband angehörte, die Gründe der sogenannten „Schneiderwiese“ in Neu-Erlaa zu erwerben und darauf einen neuen Fußballplatz anzulegen. In den Saisonen 1948/49 und 1954/55 gewannen die Erlaaer den Meistertitel in der 1. Klasse Süd Mitte und spielten dadurch kurzfristig in der 2. Landesliga. Am 18. August 1956 wurde der durch finanzielle Mithilfe des NÖFV erbaute Sportplatz an der Meischlgasse eröffnet. In der Saison 1960/61 konnte man den Meistertitel in der 1. Klasse Ost mit dem Aufstieg in die dritthöchste NÖ Spielklasse erreichen.
Den größten Erfolg nach der Wiedergründung erreichte man mit den Meistertitel 1968/69 in der 1. Klasse Südost mit dem Aufstieg in die zweithöchste NÖ Spielklasse. Einen weiteren Meistertitel feierte man in der Saison 1987/88 in der 1. Klasse Ost mit dem Aufstieg in die damalige Unterliga Südost.
Den bisher letzten Erfolg der Kampfmannschaft feierte man in der Saison 2011/12 mit dem Meistertitel in der 2. Klasse Ost/Mitte mit dem Aufstieg in die 1. Klasse Ost. Dieser Erfolg wurde großteils mit Spielern erreicht die aus dem eigenen Nachwuchs ihren Weg in die Kampfmannschaft gefunden haben.
Viele Jahre führte den ASK Erlaa der langjährige Obmann Johann Lehner, welcher noch heute die Nachwuchsarbeit des ASK Erlaa kräftig unterstützt.
Der ASK Erlaa hat neben der Kampfmannschaft noch eine Reserve-, eine Senioren- und die 1997 als eigene Sektion gegründeten Damenmannschaften sowie zahlreiche Nachwuchsteams der Altersstufe U-7 bis U-16.

## Titel und Erfolge der Männer
- 1 × Niederösterreichischer Landesmeister: 1931
- 2 × Meister 1. Klasse Süd-Mitte (NÖ): 1948/49, 1954/55
- 2 × Meister 1. Klasse Ost: 1960/61, 1987/88
- 1 × Meister 1. Klasse Südost: 1968/69
- 1 × Meister 2. Klasse Ost/Mitte: 2011/12

## Bekannte Spieler
- Rudi Horvath (spielte mehrfach International und schoß zahlreiche Tore für den ASK Erlaa)
- Josef Hamerl (spielte später bei Austria, Admira, Sport-Club und der Nationalmannschaft)
- Markus Katzer (spielt bei Admira und der Nationalmannschaft)

## Geschichte der Sektion Frauenfußball

### Gründungsgeschichte
Die Frauenmannschaft wurde im April 1997 auf Initiative der Familie Siegel und in Einverständnis mit dem Vereinsvorstands als Sektion Mädchen- und Frauenfußball des bereits bestehenden Amateur-Sport-Klubs gegründet.
Ausschlaggebend war der Übertritt von 10 Mädchen im Alter von 11 bis 13 Jahren aus der U-13-Mädchenmannschaft des ASV Vösendorf. Die Familie Siegel gründete bereits 1983 die Frauen- und Mädchenmannschaft des Arbeitersportvereins in Vösendorf und betreute auch die Frauen-Kampfmannschaft des Vereins, die im Laufe ihres Bestehens bis in die erste Bundesliga aufstieg. Da es in der höchsten österreichischen Spielklasse aus verschiedenen Gründen nicht mehr möglich war mit der Mannschaft zu arbeiten, beschloss die Familie Siegel den Neuaufbau einer Mädchenmannschaft und fand dabei im ASK Erlaa einen interessierten Partner.
Nach eingehender Werbung in Schulen und diversen Zeitungen gehörten im August 1997 bereits 20 Nachwuchsspielerinnen der neuen Frauenfußballsektion an. Noch im selben Jahr erfolgte die Anmeldung der Nachwuchsteams beim Wiener Fußballverband. Die ersten Platzierungen waren der zweite Platz der U-13-Mannschaft und der vierte Rang des U-14-Teams in den jeweiligen Ligen ihrer Altersklassen.

### Einstieg in die Meisterschaft und Aufstieg in die 2. Division
Durch die endgültige Auflösung der Frauenfußballsektion des ASV Vösendorf kamen in den folgenden Monaten auch einige ältere und routiniertere Spielerinnen von Vösendorf zum ASK Erlaa. Für die Saison 1998/99 beschlossen die Vereinsverantwortlichen deshalb erstmals die Teilnahme an der Meisterschaft der niederösterreichischen Landesliga Ost (NÖN-Frauenliga). Als Neueinsteiger in der dritten Leistungsstufe belegten die Wienerinnen auf Anhieb den dritten Tabellenplatz unter acht Vereinen. Im Spieljahr 1999/2000 erreichte der ASK Erlaa als Gruppenzweiter in der geteilten NÖN-Frauenliga die Play-off-Runde mit den fünf besten Vereinen und gewann in weiterer Folge erstmals den Landesmeistertitel im niederösterreichischen Frauenfußball. Die zweite Mannschaft erspielte sich in derselben Saison den Meistertitel in der Hobbyliga.
Aufgrund des Vorjahreserfolges spielte der Amateur-Sport-Klub in der Saison 2000/01 erstmals in der 2. Division Ost, belegte in der zweithöchsten österreichischen Spielstufe aber nur den vorletzten Tabellenplatz und musste umgehend wieder absteigen. In der Landesliga wurde der Verein in diesem Jahr von der zweiten Mannschaft vertreten, die unter acht Mannschaften den fünften Endrang belegen konnte. Mit der ersten Mannschaft konnte der Verein in der Landesliga gleich im Abstiegsjahr 2001/02 unter Trainer Thomas Rauch nach einer fulminanten Frühjahrsleistung wieder den Meistertitel erobern und die Rückkehr in die 2. Division fixieren.
Mit 20 Punkten Rückstand auf den Meister FC Südburgenland belegten die Erlaaer Damen in der 2. Division Ost in der Saison 2002/03 den fünften Tabellenplatz. Im selben Jahr kamen die Wienerinnen mit Siegen über die SG Spratzern/Stattersdorf (2:0) und dem FC Lingenau (5:3) erstmals in das Viertelfinale des ÖFB-Frauen-Cups. Nach einer guten Leistung und einem 0:0-Remis nach regulärer Spielzeit scheiterte der ASK erst im Elfmeterschießen mit 3:4 an der SG Ardagger/Neustadtl.

### Die Jahre in der ÖFB-Frauenliga
Im folgenden Spieljahr 2003/04 erreichte die Frauenmannschaft nach einem spannenden Finish mit dem Aufstieg in die erste Bundesliga ihren bisher größten Erfolg in der noch jungen Vereinsgeschichte. Zur Winterpause fand sich der Verein noch ungeschlagen und punktegleich mit dem Herbstmeister DFC Heidenreichstein an zweiter Stelle der Tabelle wieder, nach der Frühjahrsmeisterschaft, in der die Wienerinnen nur eine Niederlage hinnehmen mussten, lag der ASK mit einem Punkt Vorsprung auf Heidenreichstein auf dem ersten Platz und fixierte damit den Aufstieg in die höchste Spielklasse. Während der gesamten Saison kassierten die Wienerinnen dabei nur zehn Gegentore. Die zweite Mannschaft belegte in der Landesliga den sechsten Platz und stieg in die Gebietsliga Süd-Südost ab.
Die Premierensaison 2004/05 schloss die junge Truppe des ASK Erlaa, deren Durchschnittsalter knapp 18 Jahre betrug, in der ÖFB-Frauenliga auf dem siebten Tabellenrang ab und behauptete damit den Platz in der obersten Spielklasse. Mit 15 Toren belegte Tanja Legenstein hinter Maria Gstöttner (22 Tore, Neulengbach) und Ani Mircheva (17 Tore, Innsbrucker AC) den dritten Rang in der Torschützenliste. Im abgelaufenen Spieljahr erreichte die Mannschaft den sechsten Tabellenrang in der Meisterschaft und kam bis in das Viertelfinale des ÖFB-Stiegl-Ladies-Cups, in dem die Wienerinnen aber mit 1:5 dem späteren Pokalsieger SV Neulengbach unterlagen.

## Titel und Erfolge der Frauenmannschaft
- 2 × Niederösterreichischer Landesmeister:  2000, 2002
- 1 × Meister 2. Division Ost (2): 2004
- 2 × Meister Frauen-Landesliga NÖ (3): 2000, 2002
- 1 × Österreichischer Pokalfinalist: 2010
- 1 × Meister Hobbyliga: 2000 (2. Mannschaft)
- 1 × U17 Meister Hobbyliga 2006
- 1 × U14 Meister Hobbyliga 2007

## Bekannte Spielerinnen
- Aleksandra Mitič
- Anna Petrusová (slowakische Nationalspielerin)
- Melanie Schurgast
- Diana Šnajdarová (slowakische Nationalspielerin)
- Maria Zubkova (slowakische Nationalspielerin)

### Österreichische Nationalspielerinnen
- Beatrice Hackl (3 Spiele von 2002 bis 2004)
- Patricia Hackl (1 Spiel 2003)
- Tanja Legenstein (3 Spiele 2005 und 2007)
- Alexandra Purzner (2 Spiele von 2004 bis 2005)
- Nike Winter (9 Spiele 2006 bis 2008)
- Jenny Kellner (1 Spiel 2007)